# Partit de Centre (Hongria)
El Partit de Centre (hongarès Centrum Párt, CP) va ser un partit polític hongarès fundat el 2001 d'ideologia centrista.
El Partit del Centre es va crear l'any 2001, amb la cooperació dels demòcrata-cristians del Partit Popular Democristià (Keresztény Demokrata Néppárt - KDNP), el Partit Democràtic Popular Hongarès (Magyar Demokrata Néppárt - MDNP) i els Verds.
A les eleccions legislatives hongareses de 2006, el partit va obtenir el 0,32% del vot popular i cap escó. La insòlita aliança de grups centredreta i centreesquerra obstaculitzà l'eficàcia del Partit de Centre i, finalment, dues de les formacions polítiques fundadores abandonaren el partit. El KDNP, després de llargues disputes internes i batalles legals, es va aliar amb el Fidesz de Viktor Orbán, i el MDNP es va unir al Fòrum Democràtic Hongarès (Magyar Demokrata Fórum - MDF). Mihály Kupa va ser el líder del partit fins al 2007, sent substituït per Ágnes Pászty.
Al 2013 el partit es va dissoldre en benefici del Partit Popular de la Comunitat per la Justícia Social.

## Resultats electorals
| Any  | %     | Vots    | Escons  | Govern            |
| ---- | ----- | ------- | ------- | ----------------- |
| 2002 | 3,90% | 219,029 | 0 / 386 | Extraparlamentari |
| 2006 | 0,32% | 17,431  | 0 / 386 | Extraparlamentari |